# Stanisław Stoiński
Stanisław Kazimierz Stoiński – polski matematyk, doktor habilitowany nauk matematycznych. Specjalizuje się w analizie matematycznej. Emerytowany Profesor nadzwyczajny na Wydziale Matematyki i Informatyki Uniwersytetu im. Adama Mickiewicza w Poznaniu.

## Życiorys
Stopień naukowy doktora uzyskał w 1974 na podstawie pracy pt. Funkcje prawie okresowe względem metryki Hausdorffa, przygotowanej pod kierunkiem prof. Juliana Musielaka. Habilitował się w 1990 na podstawie dorobku naukowego i rozprawy pt. Zastosowanie przestrzeni modularnych w teorii aproksymacji. Pracuje jako profesor nadzwyczajny w Zakładzie Teorii Funkcji Rzeczywistych WMiI UAM. Jest autorem podręcznika Funkcje prawie okresowe (Wydawnictwo Naukowe UAM 2008, ISBN 978-83-232-1919-4). Artykuły publikował w takich czasopismach jak m.in. "Commentationes Mathematicae", "Functiones et Approximatio", "Annales Societatis Mathematicae Polonae" oraz "Fasciculi Mathematici".